# Rolf Junefelt
Rolf Ingmar Junefelt, född 15 maj 1938 i Jönköping, är en svensk idrottare som tävlat i modern femkamp, simning, fäktning och handboll. 
Junefelt tävlade för Sverige vid olympiska sommarspelen 1964 i Tokyo, där han slutade på 10:e plats i herrarnas individuella tävling. Han var även en del av Sveriges lag som slutade på fjärde plats i lagtävlingen. Under tiden för de olympiska spelen tävlade Junefelt för A6 IF.
1955 och 1956 vann han SM-guld på 100 meter bröstsim, tävlande för Jönköpings SLS. Totalt tog Junefelt fyra SM-guld i bröstsim. 1966 tog han SM-guld i lagvärja för Djurgårdens IF. Junefelt kvalspelade även till högsta serien i handboll med Sandåkerns SK.